# 7 أيام في الجنة (فلم)
سبعة أيام في الجنة هو فيلم كوميدي مصري تم إنتاجه عام 1969، من إخراج فطين عبد الوهاب وبطولة نجاة الصغيرة وحسن يوسف وأمين الهنيدي.

## قصة الفيلم
كروان (نجاه) فتاه فقيره تعيش مع خالها عم أمين (أمين الهنيدي) في الإسكندرية ويقومون ببيع الفل للمصطافين. يشاهدهما الصحفي شكري (عادل امام) الذي يريد عمل روبورتاج صحفي يؤكد فيه أن المظاهر يمكن أن تغير الأشخاص وينخدع فيهم الناس.فيتفق مع أمين وكروان على أن يسافروا معه إلى القاهرة ليعيشوا 7 أيام حياة الأثرياء ويدعون أن أمين هو المليونير المصري العائد من البرازيل أحمد الطمبشاوي وأن كروان هي ابنته هدى. ويحضر حسن (حسن يوسف) لعمل بوليصه تأمين لهم ويقع في حب كروان / هدي وتتقرب سيده من خالها امين المتنكر في شخصيه والدها المليونير أحمد الطمبشاوي وتتزوجه.و بعد مرور السبعة أيام يعودون إلى أصلهم كبائعين للفل ورغم ذلك ينتصر الحب ويتزوج حسن من كروان وتضطر السيده التي كانت تنشد الثراء إلى بيع الفل مع زوجها امين.

## تمثيل
- نجاة الصغيرة
- حسن يوسف
- أمين الهنيدي
- عادل إمام
- توفيق الدقن
- سلامة إلياس
- عبد الغني النجدي
- يوسف فخر الدين
- نادية سيف النصر

## أغاني الفيلم
- دوارين

غناء: نجاة الصغيرة

كلمات والحان: الأخوين رحباني
- اسكتش يا سنيوريتا

غناء: أمين الهنيدي

كلمات: صلاح جاهين والحان: سيد مكاوي
- مرسال الهوي

غناء: نجاة الصغيرة

كلمات: حسين السيد والحان: محمد عبد الوهاب
- إلا أنت

غناء: نجاة الصغيرة

كلمات: مأمون الشناوي والحان: محمد عبد الوهاب

## روابط خارجية
- مقالات تستعمل روابط فنية بلا صلة مع ويكي بيانات